# Igor Jurjewitsch Martschenko
Igor Jurjewitsch Martschenko (russisch Игорь Юрьевич Марченко; * 26. November 1975 in Rostow am Don) ist ein ehemaliger russischer Schwimmer und Olympiateilnehmer.

## Erfolge
Bei den Olympischen Spielen 2000 in Sydney belegte Martschenko Platz 19 (100 m Schmetterling) und Platz 9 (4 × 100 m Lagen). Vier Jahre später konnte er sich verbessern und belegte bei den Olympischen Spielen 2004 in Athen Platz 5 (100 m Schmetterling) und Platz 4 (4 × 100 m Lagen).
Bei den Schwimmweltmeisterschaften 2003 in Barcelona belegte er über 100 m Schmetterling mit 51,95 Sekunden den 4. Platz hinter Andrij Serdinow (51,59 Sekunden) und gewann die Silbermedaille mit der Staffel (4 × 100 m Lagen). Dabei stellte die russische Staffel mit einer Zeit von 03:34,72 auf der 50-Meter-Bahn einen neuen Langbahneuroparekord auf. Bei den Schwimmweltmeisterschaften 2005 in Montreal belegte er über 100 m Schmetterling mit 52,35 Sekunden erneut den 4. Platz hinter Andrij Serdinow (52,08 Sekunden), gewann aber mit der Staffel (4 × 100 m Lagen) zusammen mit Arkadi Wjattschanin, Dmitri Komornikow und Andrei Kapralow die Silbermedaille.
Bei den Kurzbahnweltmeisterschaften 2002 in Moskau gewann Martschenko zwei Bronzemedaillen (100 m Schmetterling und 4 × 100 m Lagen).
Mit der russischen Staffel (4 × 100 Meter Lagen) wurde Martschenko zusammen mit Jewgeni Aljoschin, Roman Sludnow und Alexander Popow Europameister bei den Schwimmeuropameisterschaften 2002 in Berlin.
Bei den Kurzbahneuropameisterschaften 2002 in Riesa gewann er zwei Bronzemedaillen (50 m Schmetterling und 100 m Schmetterling).
2002 wurde er bei Mare Nostrum an der europäischen Mittelmeerküste Gesamtdritter.
Martschenko war mehrmals russischer Meister (2000–2002 über 50 m; 2001–2004 über 100 m; 2002, 2007–2009: Staffel 4 × 100 m).
2009 beendete er seine zehnjährige Karriere und arbeitete anschließend als Sportkommentator beim Fernsehsender Eurosport.

## Persönliche Bestzeiten
(Bestzeiten, Alltime)
| Bahn | Strecke                 | Zeit    | Datum             | Ort                        | Veranstaltung                              |
| ---- | ----------------------- | ------- | ----------------- | -------------------------- | ------------------------------------------ |
| 50 m | 50 m Freistil           | 24,07   | 10. März 2006     | Mülhausen, Frankreich      | Coupe De France                            |
| 25 m | 50 m Freistil           | 22,46   | 14. Januar 2002   | Imperia, Italien           | FINA: World Cup No 6                       |
| 50 m | 100 m Freistil          | 52,41   | 27. Mai 2005      | Irvine, USA                | Speedo Grand Challenge                     |
| 25 m | 100 m Freistil          | 49,59   | 21. Januar 2006   | Berlin, Deutschland        | FINA: World Cup No 5                       |
| 50 m | 50 m Schmetterling      | 24,21   | 29. Juli 2002     | Berlin, Deutschland        | Europameisterschaften 2002                 |
| 25 m | 50 m Schmetterling      | 23,45   | 10. Februar 2009  | Sankt Petersburg, Russland | Russian Short Course                       |
| 50 m | 100 m Schmetterling     | 51,95   | 26. Juli 2003     | Barcelona, Spanien         | FINA: 10th World Championships             |
| 25 m | 100 m Schmetterling     | 51,17   | 22. Januar 2003   | Stockholm, Schweden        | FINA: World Cup No 6                       |
| 50 m | 200 m Schmetterling     | 2:01,90 | 14. Juni 2000     | Moskau, Russland           | Russian Championships                      |
| 25 m | 200 m Schmetterling     | 1:57,54 | 15. November 2002 | Rio de Janeiro, Brasilien  | FINA: World Cup No 1                       |
| 25 m | 100 m Lagen             | 56,21   | 21. Januar 2006   | Berlin, Deutschland        | FINA: World Cup No 5                       |
| 25 m | 50 m Freistil Lap       | 21,87   | 16. Dezember 2001 | Antwerpen, Belgien         | LEN: European Short Course Championships   |
| 50 m | 100 m Freistil Lap      | 50,76   | 22. Juli 2001     | Fukuoka, Japan             | FINA: 9th World Championships              |
| 25 m | 50 m Schmetterling Lap  | 23,05   | 12. Dezember 2002 | Riesa, Deutschland         | LEN: European Short Course Championships   |
| 25 m | 50 m Schmetterling Lap  | 23,05   | 1. Februar 2009   | Uster, Schweiz             | 18th International Meet                    |
| 50 m | 100 m Schmetterling Lap | 51,72   | 27. Juli 2003     | Barcelona, Spanien         | FINA: 10th World Championships             |
| 25 m | 100 m Schmetterling Lap | 50,84   | 7. April 2002     | Moskau, Russland           | FINA: 6th World Short Course Championships |